# Raffadali

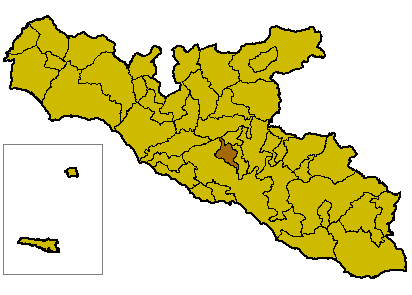
Ubicació de Raffadali dins de la província

Raffadali (sicilià Raffadali) és un municipi italià, dins de la província d'Agrigent. L'any 2008 tenia 13.047 habitants. Limita amb els municipis d'Agrigent, Joppolo Giancaxio, Sant'Angelo Muxaro i Santa Elisabetta

## Administració
| Període | Identitat               | Partit      |
| ------- | ----------------------- | ----------- |
| 2007-   | Silvio Marcello Cuffaro | Centredreta |

## Personatges il·lustres
- Cesare Sessa, sindacalista i polític vinculat al PCI
- Salvatore Di Benedetto, diputat nacional i regional pel PCI
- Salvatore Cuffaro, ex president sicilià